# Mordarka (potok)
Mordarka – potok, prawostronny dopływ Sowlinki o długości 7,61 km.
Potok wypływa z południowo-zachodnich stoków Sałasza Zachodniego i Sałasza Wschodniego w Paśmie Łososińskim należącym do Beskidu Wyspowego. Ciek źródłowy wypływa na wysokości około 770 m. Mordarka spływa przez miejscowość Mordarka w powiecie limanowskim, województwie małopolskim w południowym kierunku, pomiędzy wzniesieniami Łysej Góry i Dziedzica (obydwa należą do Pasma Łososińskiego). Po wypłynięciu z Pasma Łososińskiego łukowato zakręca na południowy zachód, a następnie północny zachód i wpływa do miejscowości Limanowa. Płynie przez jej centrum i w obrębie Limanowej uchodzi do Sowlinki na wysokości 390 m. W obrębie Limanowej całe koryto Mordarki jest hydrotecznicznie uregulowane.